# Pabellón Municipal de Deportes de Puerto Real
El Pabellón Municipal de Deportes de Puerto Real es el primer centro deportivo construido en la villa de Puerto Real en España. Fue inaugurado en 1984.

## Torneos de baloncesto Héctor Quiroga
Durante los veranos desde 1985 a 1991 se celebraba en este pabellón, junto con otros dos en San Fernando y Cádiz, un torneo que reunía a los mejores jugadores de baloncesto del país. Durante la guerra de los Balcanes de 1991 también fue sede del equipo Cibona Zagreb que se mantuvo jugando ese año dentro de la liga española de baloncesto.

## Instalaciones
Las instalaciones contaban con un suelo de madera que permitía una pista de fútbol sala o al menos dos de baloncesto simultáneas. También era utilizado por el equipo de gimnasia rítmica de la localidad y por un gimnasio privado. El edificio se cerró en 2022 por estado ruinoso. El Ayuntamiento de Puerto Real desde entonces ha estado buscando fondos para su reparación, que ascendían a casi 3 millones de euros para 2022.